# Enzesfeld-Lindabrunn
Enzesfeld-Lindabrunn ist eine Marktgemeinde mit 4315 Einwohnern (Stand 1. Jänner 2025) in Niederösterreich im Bezirk Baden. Den Namen trägt sie seit der Gemeindezusammenlegung im Jahre 1970.

## Geografie

Enzesfeld und Lindabrunn (oben rechts) und Umgebung um 1873 (Aufnahmeblatt der Landesaufnahme)

Die Gemeinde liegt an der Triesting in den östlichen Ausläufern der Niederösterreichischen Kalkalpen am Rand des Wiener Beckens.
Die Seehöhe von Enzesfeld beträgt 314 m ü. A. und die von Lindabrunn 331 m. Die Gemeinde hat eine Fläche von 15,77 km². Der Anteil der Waldfläche beträgt 60,71 %.

### Gemeindegliederung
Die Gemeinde besteht aus der wesentlich größeren Katastralgemeinde Enzesfeld mit ca. 3.400 Einwohnern und dem kleineren Lindabrunn, die vor der Gemeindereform 1970 freiwillig zusammengelegt wurden.
| Katastralgemeinden                         | Ortschaften in der Gemeinde                                                    |
| ------------------------------------------ | ------------------------------------------------------------------------------ |
| Enzesfeld (8,32 km²) Lindabrunn (7,46 km²) | Enzesfeld-Lindabrunn Enzesfeld (M) Lindabrunn (D) Sportschule Lindabrunn (Hgr) |
| Legende                                    |                                                                                |

| In der Spalte Katastralgemeinden sind sämtliche Katastralgemeinden einer Gemeinde angeführt. In der Klammer ist die jeweilige Fläche in km² angegeben. |
| In der Spalte Ortschaften sind sämtliche von der Statistik Austria erfassten Siedlungen, die auch eine eigene Ortschaftskennziffer aufweisen, angeführt. In der Hierarchieebene derselben Spalte, rechts eingerückt, werden nur Ansiedlungen, die mindestens aus mehreren Häusern bestehen, dargestellt. Die wichtigsten der verwendeten Abkürzungen sind: - M = Hauptort der Gemeinde - Stt = Stadtteil - R = Rotte - W = Weiler - D = Dorf - ZH = Zerstreute Häuser - Sdlg = Siedlung - Hgr = Häusergruppe - E = Einzelgehöft (nur wenn sie eine eigene Ortschaftskennziffer haben) Die komplette Liste der Statistik Austria ist in: Topographische Siedlungskennzeichnung nach STAT Zu beachten ist, dass manche Orte unterschiedliche Schreibweisen haben können. So können sich Katastralgemeinden anders schreiben als gleichnamige Ortschaften bzw. Gemeinden. Quelle: Statistik Austria – |

Das Gemeindegebiet umfasst folgende Ortsteile (in Klammern Einwohnerzahl Stand 1. Jänner 2022):
- Enzesfeld (3482)
- Lindabrunn (706)

### Nachbargemeinden
Die Nachbargemeinden sind: Leobersdorf, Hirtenberg, Berndorf, Matzendorf-Hölles und Hernstein.
| Berndorf  | Hirtenberg                                  |             |
| Hernstein | Kompassrose, die auf Nachbargemeinden zeigt | Leobersdorf |
|           | Matzendorf-Hölles (WB)                      |             |

## Geschichte

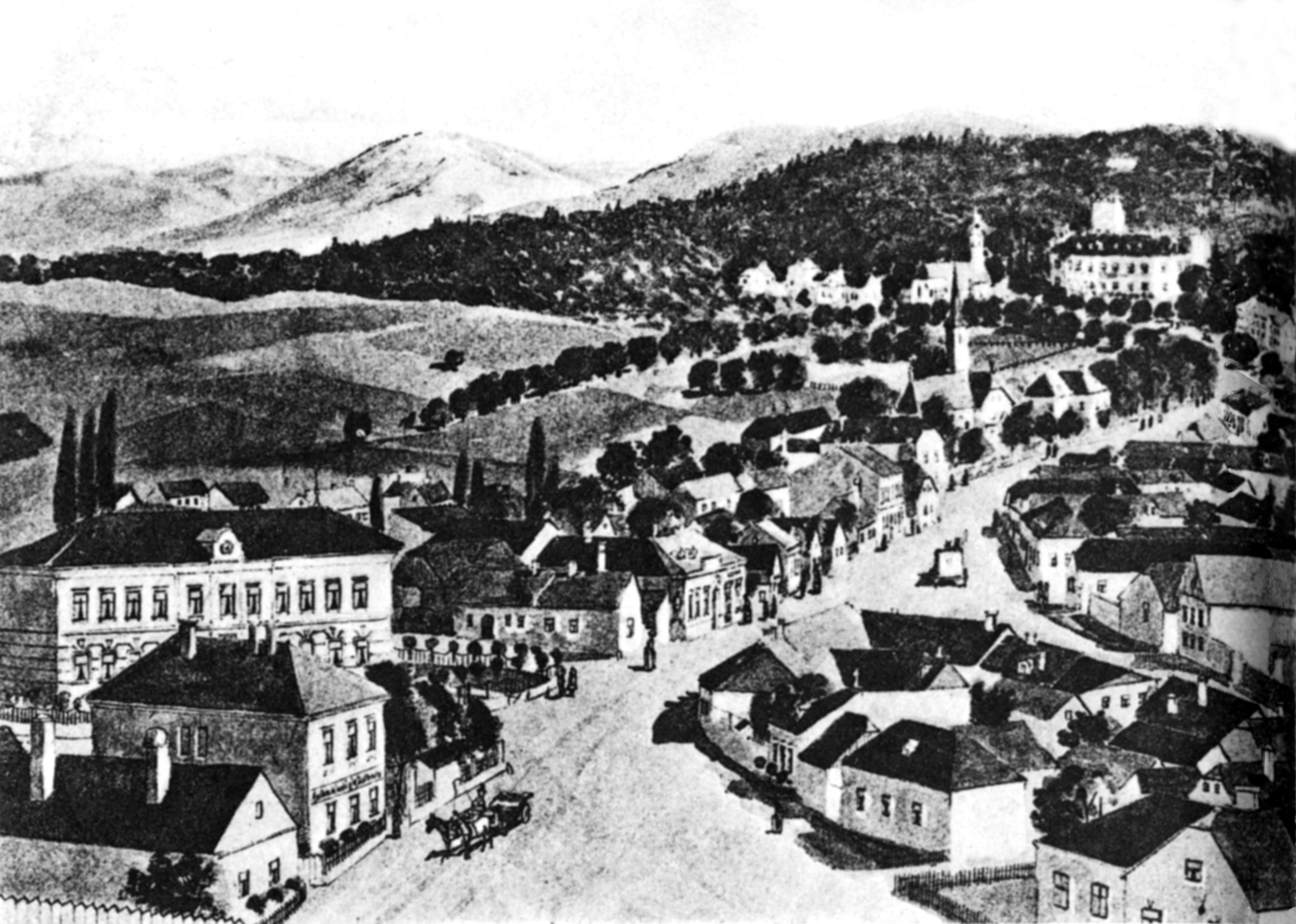
Enzesfeld, 1911 von Osten gesehen

Beide Orte wurden erstmals im 12. bzw. im 13. Jahrhundert erwähnt.
Bereits im 18. Jahrhundert gab es hier einen Pechereibetrieb, der bis 1965 arbeitete. Von 1833 bis 1883 (sowie 1919/20) wurde in dem an St. Veit an der Triesting sowie Kleinfeld grenzenden Waldgebiet Jauling (heute: Bereich Golfclub Enzesfeld, Club in der Jauling) Braunkohle abgebaut.
Enzesfeld und Lindabrunn waren bereits einmal, 1850 –1866, vereint.
1905 entstand in Enzesfeld die „Anton Keller Metallwerk und Munitionsfabrik“. In diesem Unternehmen ereignete sich in der Nacht vom 23. auf den 24. März 1944 eine schwere Explosion, durch welche Fensterscheiben bis in das Gebiet von Wiener Neustadt zu Bruch gingen und das Werk zerstört wurde. Beim Hantieren mit Granaten hatte sich Trinitrotoluolstaub entzündet, was zur Explosion von ca. 20 Tonnen TNT führte.

### Bevölkerungsentwicklung
| Enzesfeld-Lindabrunn: Einwohnerzahlen von 1869 bis 2025 | Enzesfeld-Lindabrunn: Einwohnerzahlen von 1869 bis 2025 | Enzesfeld-Lindabrunn: Einwohnerzahlen von 1869 bis 2025 | Enzesfeld-Lindabrunn: Einwohnerzahlen von 1869 bis 2025 | Enzesfeld-Lindabrunn: Einwohnerzahlen von 1869 bis 2025 |
| ------------------------------------------------------- | ------------------------------------------------------- | ------------------------------------------------------- | ------------------------------------------------------- | ------------------------------------------------------- |
| Jahr                                                    |                                                         |                                                         |                                                         | Einwohner                                               |
| 1869                                                    | 1869                                                    |                                                         | 902                                                     | 902                                                     |
| 1880                                                    | 1880                                                    |                                                         | 1.067                                                   | 1.067                                                   |
| 1890                                                    | 1890                                                    |                                                         | 1.211                                                   | 1.211                                                   |
| 1900                                                    | 1900                                                    |                                                         | 1.419                                                   | 1.419                                                   |
| 1910                                                    | 1910                                                    |                                                         | 1.837                                                   | 1.837                                                   |
| 1923                                                    | 1923                                                    |                                                         | 2.287                                                   | 2.287                                                   |
| 1934                                                    | 1934                                                    |                                                         | 1.996                                                   | 1.996                                                   |
| 1939                                                    | 1939                                                    |                                                         | 2.156                                                   | 2.156                                                   |
| 1951                                                    | 1951                                                    |                                                         | 3.024                                                   | 3.024                                                   |
| 1961                                                    | 1961                                                    |                                                         | 3.078                                                   | 3.078                                                   |
| 1971                                                    | 1971                                                    |                                                         | 3.230                                                   | 3.230                                                   |
| 1981                                                    | 1981                                                    |                                                         | 3.298                                                   | 3.298                                                   |
| 1991                                                    | 1991                                                    |                                                         | 3.589                                                   | 3.589                                                   |
| 2001                                                    | 2001                                                    |                                                         | 4.019                                                   | 4.019                                                   |
| 2011                                                    | 2011                                                    |                                                         | 4.159                                                   | 4.159                                                   |
| 2021                                                    | 2021                                                    |                                                         | 4.183                                                   | 4.183                                                   |
| 2025                                                    | 2025                                                    |                                                         | 4.315                                                   | 4.315                                                   |
| Quelle(n): Statistik Austria, Gebietsstand 1.1.2021     |                                                         |                                                         |                                                         |                                                         |

## Kultur und Sehenswürdigkeiten
- Schloss Enzesfeld[6]

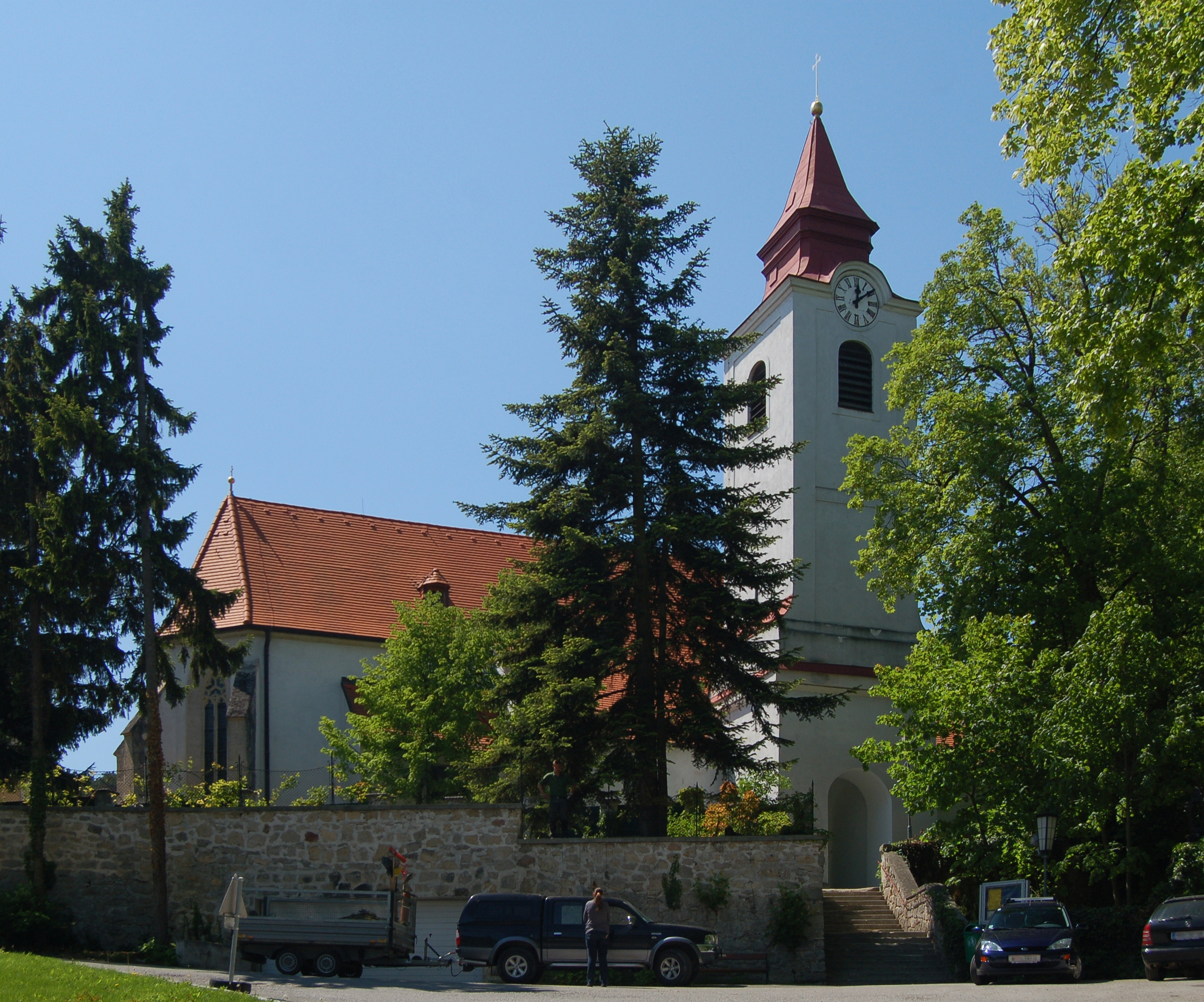
Pfarrkirche Enzesfeld

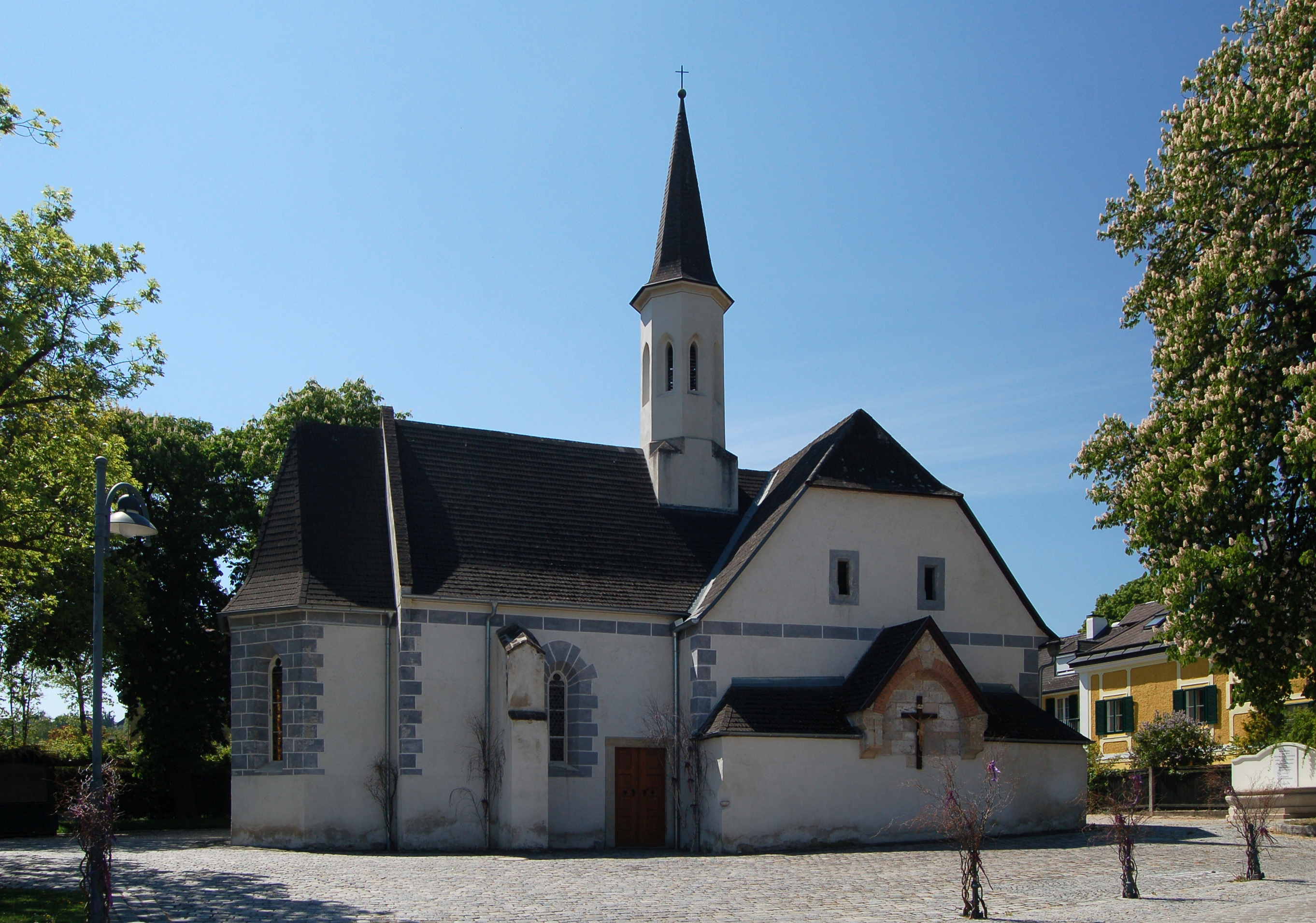
Spitalskirche (Enzesfeld, Schloßstraße), erbaut 1396, seit 1942 evangelisch

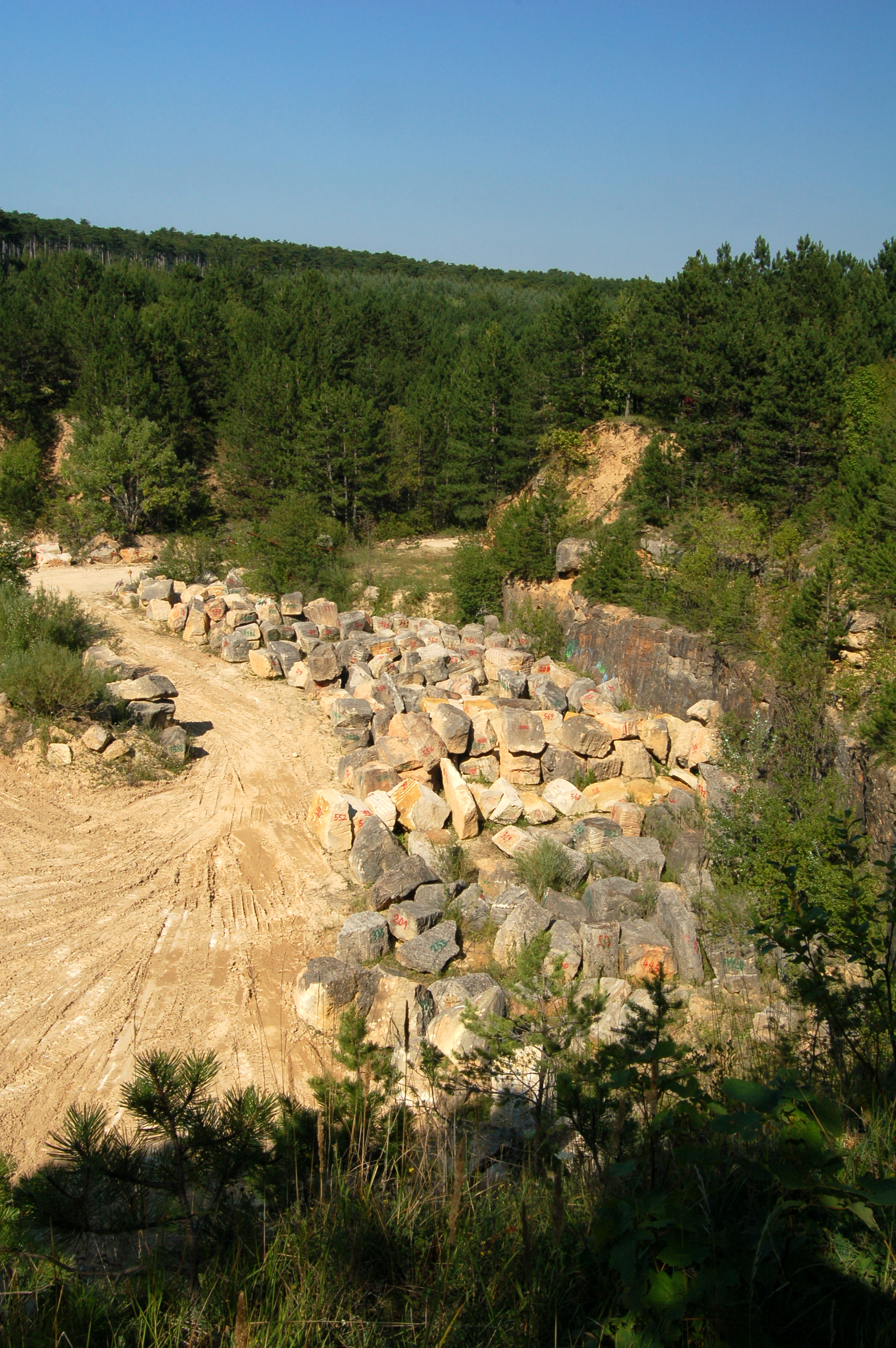
Blick von der Grenzböschung des Skulpturenparks in den östlichen Teil des Steinbruchs Lindabrunn (August 2010)

- Katholische Pfarrkirche Enzesfeld hl. Margareta
- Spitalskirche Enzesfeld
- Filialkirche Lindabrunn hl. Katharina
- Bildhauersymposion Lindabrunn mit Lindabrunner Konglomerat

## Wirtschaft und Infrastruktur

### Unternehmen
- Wieland Austria GmbH. (vormals Enzesfeld-Caro): Ein Unternehmen, das sich mit der Herstellung und Verarbeitung von Buntmetallen beschäftigt.
- Ardagh Group: Stellt am Standort Enzesfeld-Lindabrunn im Jahr 1,5 Milliarden Getränkedosen her und hat circa 160 Mitarbeiter.[Anm. 6]
- Ared-Park: Ein Gewerbepark, der bis in das Gemeindegebiet von Leobersdorf reicht.

### Altlasten
Die Metallwarenfabrik Kromag betreibt seit 1863 in Enzesfeld einen Standort, auf dem fast flächendeckend Verunreinigungen durch Schwermetalle, Mineralöl- und Teerölkohlenwasserstoffe vorhanden sind. Die Verunreinigungen sind teils von hoher Intensität, aber meist nur auf geringmächtige Untergrundbereiche beschränkt. Außer im Verfüllungsbereich einer ehemaligen Schottergrube im Südwesten des Standorts, wo der Untergrund im Ausmaß von ca. 5.000-7.000 m³ mit Teerölkohlenwasserstoffen erheblich kontaminiert ist und eine erhebliche Gefahr für die Umwelt darstellt, sind sonst die Auswirkungen der Verunreinigungen auf die Grundwasserqualität sehr gering.

### Verkehr
Bus
- 312: (Gainfarn) – Leobersdorf – Enzesfeld – Lindabrunn – Hernstein
- 313: Bad Vöslau – Leobersdorf – Enzesfeld – Berndorf – Pottenstein
- 325: Enzesfeld – Matzendorf – Felixdorf – Wiener Neustadt

Bahn
- Triestingtalbahn (auch Leobersdorferbahn oder früher Süd-West-Bahn) von Leobersdorf (Südbahnanschluss) nach Weissenbach-Neuhaus

### Sport
In Lindabrunn befindet sich die Sportschule Lindabrunn des NÖFV.

## Politik

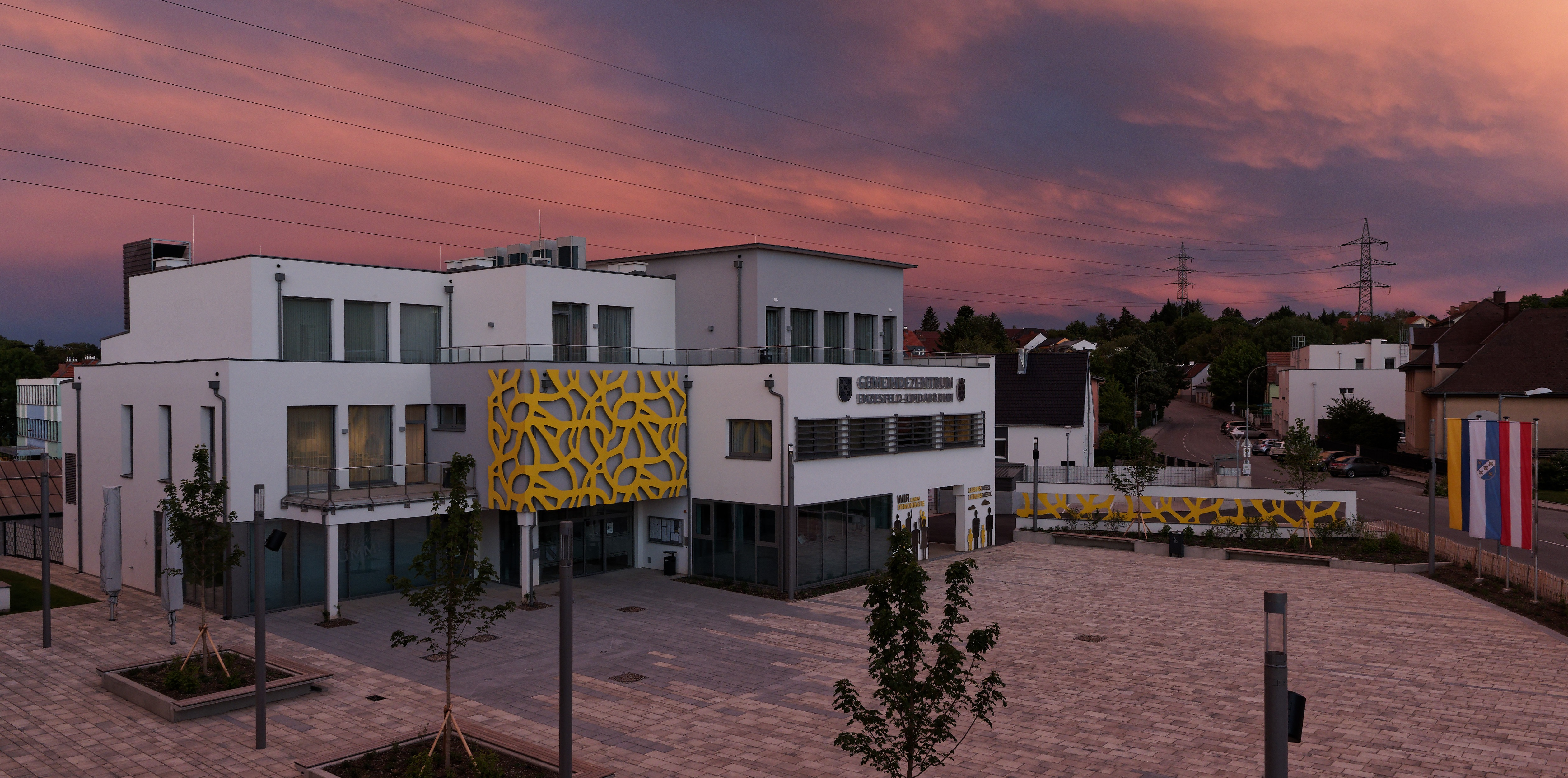
Gemeindeamt

### Gemeinderat
Der Gemeinderat hatte 23 Mitglieder und 25 Mitglieder ab dem Jahr 2005.
- Nach den Gemeinderatswahlen in Niederösterreich 1990 hatte der Gemeinderat folgende Verteilung: 15 SPÖ, 4 BGL, 3 ÖVP und 1 FPÖ.
- Nach den Gemeinderatswahlen in Niederösterreich 1995 hatte der Gemeinderat folgende Verteilung: 15 SPÖ, 4 BGL, 3 ÖVP und 1 FPÖ.[9]
- Nach den Gemeinderatswahlen in Niederösterreich 2000 hatte der Gemeinderat folgende Verteilung: 16 SPÖ, 5 ÖVP, 1 BGL und 1 FPÖ.[10]
- Nach den Gemeinderatswahlen in Niederösterreich 2005 hatte der Gemeinderat folgende Verteilung: 19 SPÖ, 5 ÖVP und 1 FPÖ.[11]
- Nach den Gemeinderatswahlen in Niederösterreich 2010 hatte der Gemeinderat folgende Verteilung: 11 SPÖ, 7 Liste Schneider, 5 ÖVP und 2 FPÖ.[12]
- Im September 2012 wurde der Gemeinderat aufgelöst und die notwendige Neuwahl des Gemeinderates wurde am 2. Dezember 2012 durchgeführt. Die neue Verteilung ergab 14 Liste Schneider, 7 SPÖ, 3 ÖVP und 1 FPÖ.[13]
- Nach den Gemeinderatswahlen in Niederösterreich 2015 hatte der Gemeinderat folgende Verteilung: 14 Liste Schneider, 6 SPÖ, 4 ÖVP und 1 FPÖ.[14]
- Nach den Gemeinderatswahlen in Niederösterreich 2020 hatte der Gemeinderat folgende Verteilung: 12 Liste Schneider, 10 SPÖ und 3 ÖVP.[15]
- Nach den Gemeinderatswahlen in Niederösterreich 2025 hat der Gemeinderat folgende Verteilung: 12 Liste Schneider, 8 SPÖ, 3 ÖVP und 2 FPÖ.[16]

### Bürgermeister
- 1970–1985 Erich Nebel (SPÖ)
- 1985–2010 Erich Fangl (SPÖ)
- 2010–2023 Franz Schneider (LS)
- seit 2023 Stefan Rabl (LS)

### Bürgermeister vor der Gemeindezusammenlegung
Bürgermeister von Enzesfeld
- 1918–1924 Robert Schober
- 1924–1929 Johann Mayer
- 1929–1934 Johann Tesarek, CS / ab 1933 VF
- 1934–1938 Franz Pleskott, VF
- 1938–1939 Karl Tschiderer, NSDAP
- 1939–1940 Eduard Schwarzmaier, NSPAP
- 1940–1945 Karl Gschiel, NSDAP
- 1945 Johann Enk, Parteilos
- 1945–1947 Franz Kölbl, SPÖ
- 1947–1960 Karl Willburger, SPÖ
- 1960–1965 Johann Tesarek, SPÖ
- 1965–1969 Erich Nebel, SPÖ

Bürgermeister von Lindabrunn
- 1918–1919 Vinzenz Mayer, CS
- 1919–1925 Andras Mayer, SDAP
- 1925–1929 Vinzenz Wöhrer, CS
- 1929–1934 Andreas Mayer, SDAP
- 1934–1938 Vinzenz Wöhrer, VF
- 1938–1942 Anton Peschik, NSDAP
- 1942–1943 Mathias Schlager, NSDAP
- 1943–1945 Mathias Fliegenfuß, NSDAP
- 1945–1960 Franz Seitz, SPÖ
- 1960–1969 Franz Wöhrer, SPÖ

### Wappen
Blasonierung: Im blauen Schild ein schräg rechter weißer Balken, belegt mit drei Lilien; beiderseits des Balkens im Schild je eine gegen den Rand gerichtete goldene Lilie.
Dieses 1953 verliehene Wappen ist vom Wappen der Engelschalksvelder abgeleitet.

## Persönlichkeiten

### Söhne und Töchter der Gemeinde
- Joseph Hilarius Eckhel (1737–1798), Jesuit, Abt, Direktor des k.k. Münzkabinetts Wien, Begründer der wissenschaftlichen antiken Numismatik
- Georg Thomschitz (1916–1985), Politiker (SPÖ) und Volksschuldirektor

### Mit der Gemeinde verbundene Persönlichkeiten
- Curd Jürgens (1915–1982), Schauspieler
- Dragana Mirkovic (* 1968), serbische Sängerin, wohnhaft in Enzesfeld-Lindabrunn
- Karin Scheele (* 1968), Politikerin (SPÖ)